# 恩西内多
恩西内多，是西班牙卡斯蒂利亚-莱昂莱昂省的一个市镇。 总面积195平方公里，总人口1010人（001年），人口密度5人/平方公里。